# Mala Hubajnica
Mala Hubajnica este o localitate din comuna Sevnica, Slovenia, cu o populație de 19 locuitori.